# Thurman Thomas
Pour les articles homonymes, voir Thomas et Thurman.
College Football Hall of Fame 2008
Pro Football Hall of Fame 2007
(en) Statistiques sur pro-football-reference
 Thurman Thomas  est un joueur américain de football américain, né le 16 mai 1966, qui a évolué au poste de running back, essentiellement  avec les Bills de Buffalo.

## Biographie

### Carrière universitaire
Avec l'université d'Oklahoma State, il a cumulé 4595 yards et 43 touchdowns.

### Carrière professionnelle
Il fut drafté au 2e tour par les Bills de Buffalo en 1988.
Thomas a disputé 182 matchs de NFL et cumulé 12 074 yards à la course et 65 touchdowns. Il fut quatre fois finaliste du Super Bowl avec les Bills mais n'a jamais remporté la finale.

## Palmarès

### Universitaire
- 1985 : 10e du trophée Heisman
- 1985 : 4e de NCAA au nombre de yards à la course par match
- 1987 : 7e du trophée Heisman
- 1985 : 3e de NCAA au nombre de yards à la course par match

### NFL
- Finaliste du Super Bowl en 1990, 1991, 1992 et 1993
- Pro Bowl : 1989, 1990, 1991, 1992 et 1993
- MVP de NFL en 1991